# Йоун Хельгасон
Йоун Хельгасон (исл. Jón Helgason; 21 июня 1866, Аульфтанес — 19 марта 1942, Рейкьявик) — исландский прелат и политик, епископ Исландии с 1917 по 1939 год.

## Биография
Йоун Хельгасон родился 21 июня 1866 года в Аульфтанесе в семье священника Хельги Хаульвдарсона (исл. Helgi Hálfdanarson), который стал впоследствии ректором исландской духовной семинарии, и Тоурхильдюр Тоумасдоуттир (исл. Þórhildur Tómasdóttir), домохозяйки.
Закончил богословский факультет Копенгагенского университета в 1892 году, затем учился в Рейкьявике между 1892 и 1893 годами. Рукоположен в священники в Копенгагене летом 1893 года. В 1908 году был назначен ректором исландкой духовной семинарии, а в 1911-1916 годах был профессором богословия в Исландском университете, затем деканом теологического факультета в течение нескольких лет и ректором университета в период с 1914 по 1915 год.
После того, как епископ Тоурхадлюр Бьяднарсон умер 15 декабря 1916 года, Йоун был выбран новым епископом Исландии и рукоположен в епископы в Рейкьявике 22 апреля 1917 года Вальдимаром Бриемом, титулярным епископом Скаульхольта. Йоун занимал должность епископа Исландии в течение 22 лет и ушел на покой 1 января 1939 года, после чего новым епископом Исландии был рукоположен Сигюргейр Сигюрдссон.